# توماس مور (نویسنده)
توماس مور (انگلیسی: Thomas Moore؛ ۲۸ مهٔ ۱۷۷۹ – ۲۵ فوریهٔ ۱۸۵۲) شاعر و ترانه‌سرای ایرلندی بود که بیشتر به خاطر ترانه‌های «پسر مطرب» و «آخرین گل تابستان» معروف است. رمان لاله‌رخ نیز از آثار او است.